# 한다 겐토
한다 겐토(半田 健人, 1984년 6월 4일 ~ )는 일본의 배우, 가수, 작곡가이다.
효고 현립 아시야 고등학교 출신으로, 악기 연주와 작곡, 고전 레코드 및 음원 수집이 취미인 만큼 음악에 관심이 많으며, 음악가인 나카시니 레이와 도쿠라 슌이치를 존경한다. 가면라이더 555 오디션 때 특유의 독특한 느낌과 매력으로 다카시 류타 감독의 눈길을 끌어 가면라이더 555의 주연인 '이누이 타쿠미' 역으로 발탁되었다.

## 연혁
- 2001년 쥬논 슈퍼 보이 컨테스트 최종 선고 출장자로 선택된 것을 계기로 연예계에 뛰어들었다.
- 2002년 고쿠센 드라마 판 5화 게스트로서 출연하여 드라마 첫 데뷔를 달성하였다.
- 2003년 가면라이더 555의 주연 '이누이 타쿠미' 역으로 첫 드라마 주연을 담당, 당시에는 사상 최연소 라이더라는 칭호를 얻어 지명도를 높이며 활동. 현재도 이 작품에 출연했던 것을 자랑으로 여기고 있다고 한다.
- 2004년 타모리구락부에 출연한 것을 계기로 고층 빌딩 매니아라는 것이 밝혀지게 된다.